# Zenon Michalak
Zenon Michalak (ur. 9 lipca 1956 w Lubaniu) – polski przedsiębiorca, poseł na Sejm I kadencji, były prezes koszykarskiego Śląska Wrocław.

## Życiorys

### Wykształcenie
Uzyskał wykształcenie średnie techniczne. W 1975 ukończył Technikum Żeglugi Śródlądowej we Wrocławiu.

### Działalność zawodowa
Był głównym udziałowcem przedsiębiorstwa Personal Computer Studio (PCS), holdingu kontrolującego działalność przedsiębiorstw, które zajmowały się rekultywacją terenów pokopalnianych w Bełchatowie, produkcją mebli biurowych, marketingiem, inwestycjami na przejściu granicznym w Kudowie-Zdroju i usługami komputerowymi. Jego firma była także autoryzowanym dealerem marki Sony oraz udziałowcem kilku banków.
W 1993 znalazł się na 72. miejscu na liście 100 najbogatszych Polaków opublikowanych na łamach tygodnika „Wprost”. W 2001 został tymczasowo aresztowany pod zarzutem wyłudzenia z banków 5 mln zł.

### Działalność polityczna
W latach 1991–1993 sprawował mandat posła I kadencji z ramienia partii Kongresu Liberalno-Demokratycznego, wybranego w okręgu wrocławskim. Pod koniec kadencji należał do Klubu Polski Program Liberalny. W Sejmie działał w dwóch komisjach: Komisji Stosunków Gospodarczych z Zagranicą i Gospodarki Morskiej oraz Komisji Nadzwyczajnej do rozpatrzenia projektu ustawy o ochronie prawnej dziecka poczętego. Nie ubiegał się o reelekcję.

### Działalność sportowa
Latem 1992 podpisał umowę sponsorską z klubem koszykarskim z Wrocławia – Śląskiem. Sponsorował drużynę, nie mając – jako jedyny prezes w historii tego klubu po 1989 – żadnych udziałów w klubie, działającym jako stowarzyszenie Wojskowego Klubu Sportowego.
Firma Zenona Michalaka na mocy umowy płaciła część wydatków na koszykarzy, a on finansował wyjazdy, zgrupowania, premie, a także zajmował się organizacją spotkań – na meczach pojawiły się po raz pierwszy czirliderki i telewizja Echo, która transmitowała wszystkie mecze.
W 1993 Polski Związek Koszykówki powierzył mu organizację turnieju eliminacyjnego do koszykarskich mistrzostw Europy rozgrywanych w Niemczech, który miał odbyć się we wrocławskiej Hali Ludowej. Latem 1994, kiedy firma PCS miała w problemy finansowe, Zenon Michalak odszedł ze Śląska Wrocław, w którym został zastąpiony przez Grzegorza Schetynę.